# Heine Strathmann
Heine Strathmann es un deportista alemán que compitió en piragüismo en la modalidad de aguas tranquilas. Ganó la medalla de oro en el Campeonato Mundial de Piragüismo de 1938, en la prueba de K4 1000 m.

## Palmarés internacional
| Campeonato Mundial | Campeonato Mundial | Campeonato Mundial | Campeonato Mundial |
| Año                | Lugar              | Medalla            | Evento             |
| ------------------ | ------------------ | ------------------ | ------------------ |
| 1938               | Vaxholm (Suecia)   | Medalla de oro     | K4 1000 m          |